# Tiếng Manta
Manta (Anta, Banta) là một ngôn ngữ Grassfields của Cameroon.
Tiếng Áncá của Nigeria có thể là cùng một ngôn ngữ, nhưng điều này chưa được kiểm chứng.